# ZeroNet
ZeroNet — свободное и открытое программное обеспечение, одноранговая не нуждающаяся в серверах сеть. Использует технологии BitTorrent для обмена веб-страницами и биткойн-криптографию для подписи отправляемых данных. Рассматривается как цензуро-устойчивый способ предоставления информации без единой точки отказа.
Не является анонимной сетью в силу принципа работы BitTorrent-протокола. Начиная с версии 0.3.5, ZeroNet поддерживает использование сети совместно с Tor.

## История
ZeroNet обеспечивает открытую, свободную и неподцензурную сеть и коммуникацию, которые практически невозможно отключить.
Ведущий разработчик и автор платформы из Будапешта, Венгрия. После версии 0.7.1, по состоянию на сентябрь 2019 года, разработка первоначального клиента была заброшена. Позже другой разработчик ZeroNetX продолжил разработку ZeroNet, выпустив версию 0.7.3 Rev4555 в ноябре 2021 года. Приложение «ZeroNetX Web3.0 Peer2PeerSites» для Android (arm, arm64, x86) также находится на стадии разработки.
Кроме того, развивается проект zeronet-conservancy, направленный на развитие существующей P2P-сети и повышение её безопасности, а также на реализацию идей ценности децентрализации и свободы, которые превращают её в более совершенную, безопасную и быструю сеть. Проект распространяется по условиям лицензии GPL v3.
Сеть ZeroNet достаточно популярна среди пользователей из Китая, поскольку позволяет обходить системы фильтрации интернет-контента в КНР.

## Устройство
При попытке открыть неизвестный ресурс внутри сети ZeroNet обращается к IP-адресам пользователей этого ресурса по протоколу BitTorrent. Загружается файл content.json, который содержит имена всех остальных файлов сайта, хеш-суммы и криптографическую подпись владельца сайта.
Каждый посещенный сайт также начинает раздаваться посетителем. Загруженные файлы хранятся локально на компьютерах пользователей и могут быть просмотрены без доступа в Интернет.
Управление сайтом осуществляется с помощью файла content.json, подписанного криптографической подписью владельца, публикующим его среди всех остальных участников сети.
Для регистрации коротких адресов сайтов в качестве DNS используется блокчейн Namecoin.